# Юзефинська Дача
Юзефи́нська Да́ча — ботанічна пам'ятка природи загальнодержавного значення в Україні. Розташована в межах Сарненського району Рівненської області, неподалік від села Глинне. 
Площа 100 га, створена 1975 року. 
Охороняються ділянка дубових насаджень. Трапляються дерева віком по 300–400 років, окремим екземплярам — до 1000 років. Є кілька старих ялин та екзотичних порід, зокрема сосна Веймутова. Підлісок утворюють високі (до 7—8 м) кущі ліщини. У трав'яному покриві переважають типові лісові види: копитняк європейський, маренка запашна. 
Тут росте одне з найстаріших дерев України — Юзефинський дуб.